# Ólafsvík
Ólafsvík – miejscowość w zachodniej Islandii, na półwyspie Snæfellsnes, w gminie Snæfellsbær (region Vesturland). W 2018 zamieszkiwało je 970 mieszkańców. Mieszkańcy trudnią się głównie rybołówstwem.
W zabytkowym budynku magazynu z 1844 roku zwanym Pakkhús mieści się muzem regionu
Na zachód od Ólafsvík znajdują się miejscowości Rif i Hellissandur.